# Sauveterre-Saint-Denis
Sauveterre-Saint-Denis (okzitanisch: Sauvatèrra e Sent Danís) ist eine französische Gemeinde mit 385 Einwohnern (Stand: 1. Januar 2022) im Département Lot-et-Garonne in der Region Nouvelle-Aquitaine (vor 2016: Aquitanien). Sie gehört zum Arrondissement Agen und zum Kanton Le Sud-Est Agenais.

## Geografie
Die Gemeinde Sauveterre-Saint-Denis liegt etwa acht Kilometer südwestlich von Agen. Die Garonne, in die hier der Zufluss Estressol einmündet, begrenzt die Gemeinde im Norden. Umgeben wird Sauveterre-Saint-Denis von den Nachbargemeinden Lafox im Norden, Saint-Jean-de-Thurac im Osten, Caudecoste im Südosten, Layrac im Süden und Westen sowie Boé im Nordwesten.

## Bevölkerungsentwicklung
| Jahr                       | 1962 | 1968 | 1975 | 1982 | 1990 | 1999 | 2006 | 2012 | 2022 |
| -------------------------- | ---- | ---- | ---- | ---- | ---- | ---- | ---- | ---- | ---- |
| Einwohner                  | 470  | 441  | 422  | 396  | 425  | 421  | 445  | 437  | 385  |
| Quellen: Cassini und INSEE |      |      |      |      |      |      |      |      |      |

## Sehenswürdigkeiten
- Kirche Sainte-Catherine aus dem 19. Jahrhundert
- Kapelle von Gudech
- Schloss Saint-Denis aus dem 19. Jahrhundert
- Wasserturm

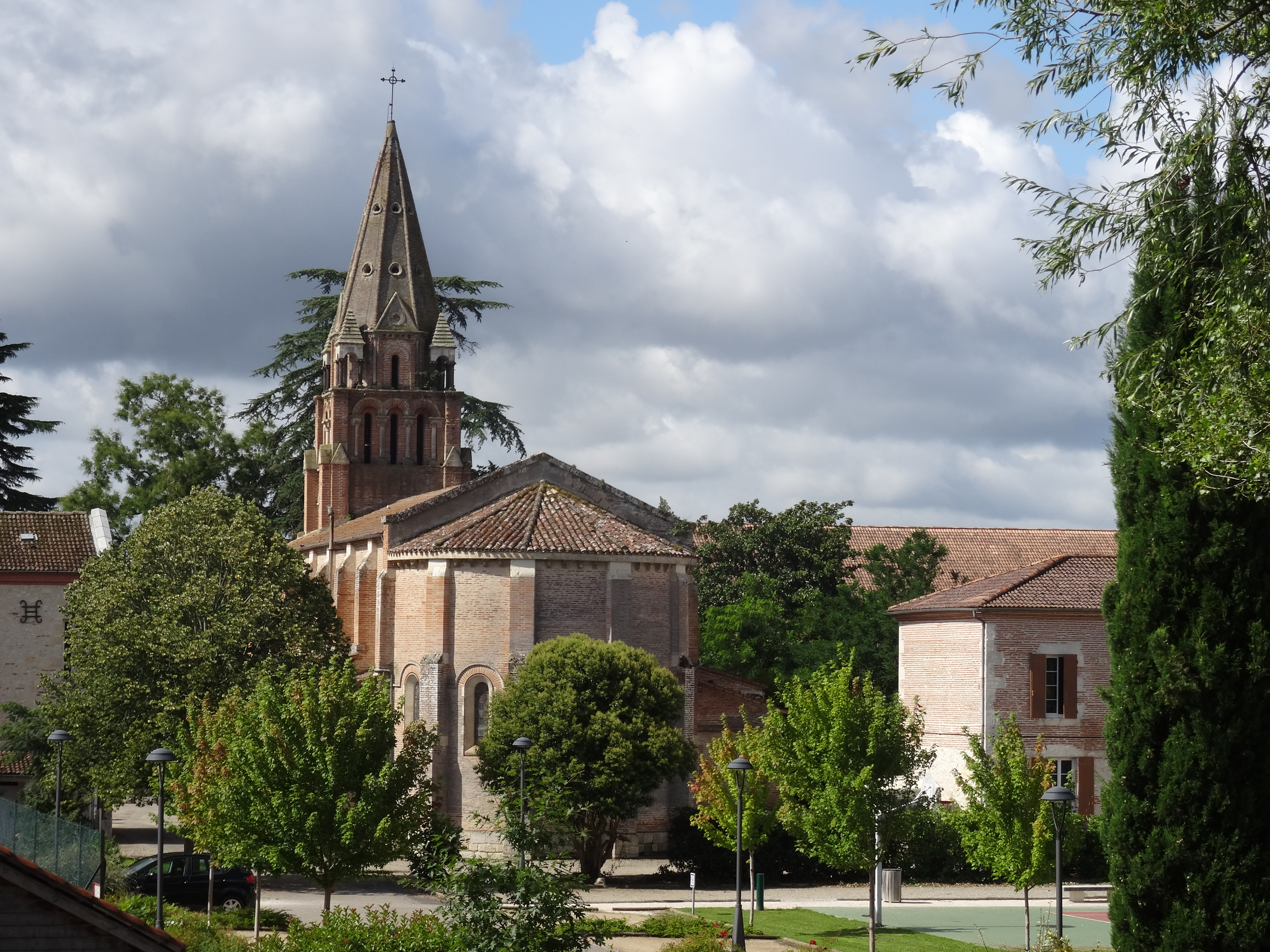
Kirche Sainte-Catherine
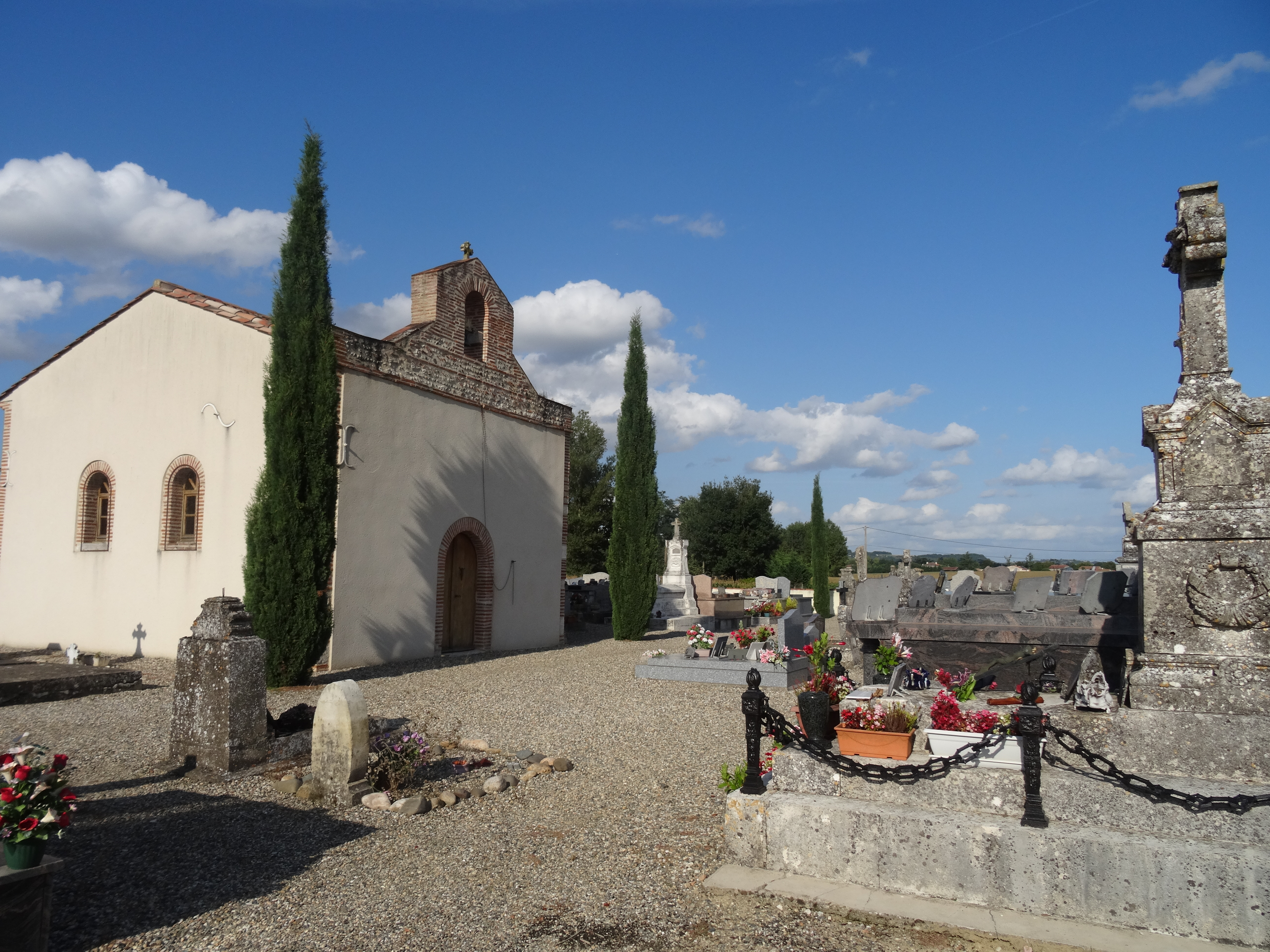
Kapelle von Gudech
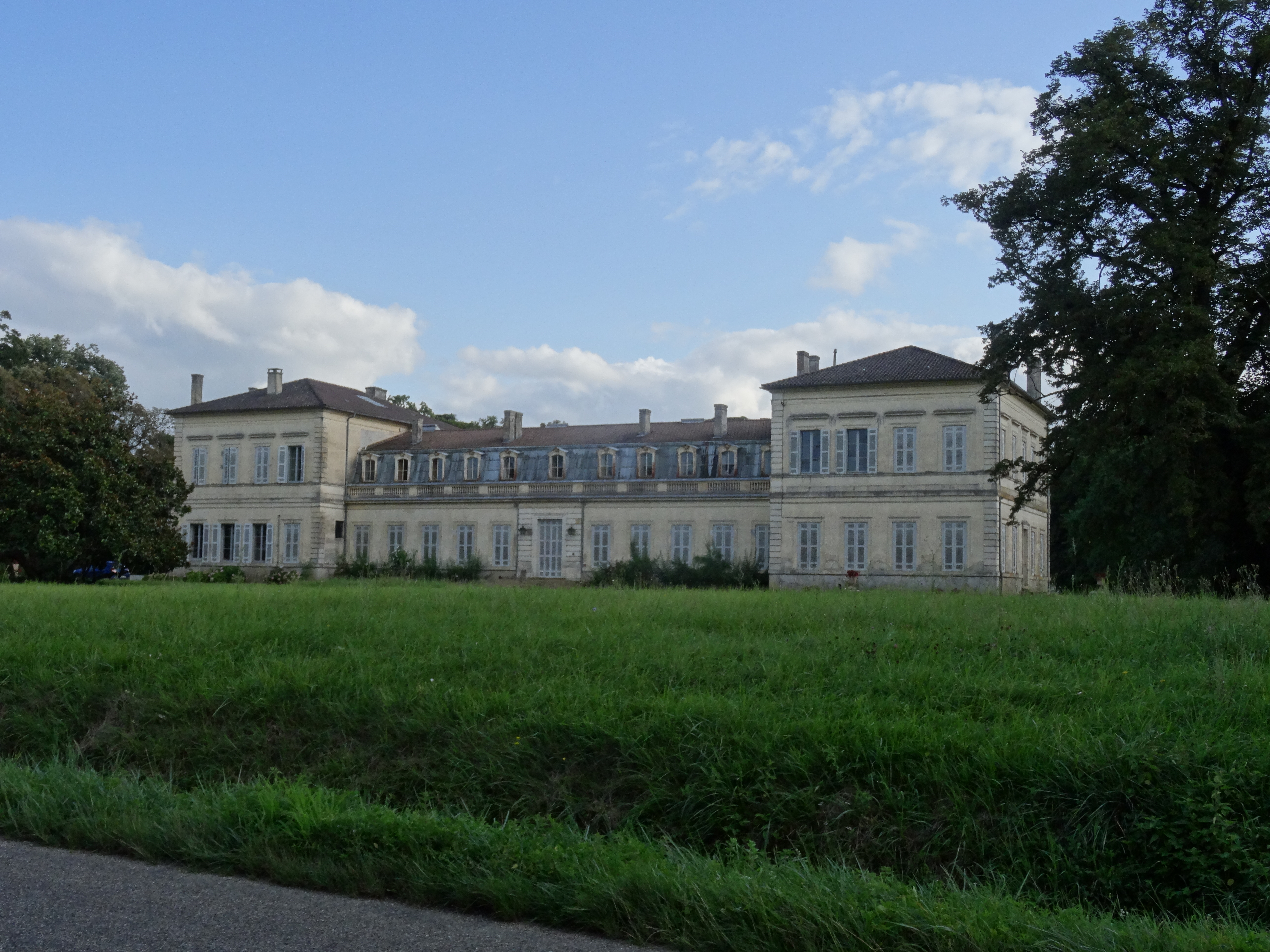
Schloss Saint-Denis

## Gemeindepartnerschaft
Mit der französischen Gemeinde Solgne im Département Moselle besteht eine Partnerschaft. 